# Луцій Анней Флор
Луцій Анней Флор (лат. Lucius Anneus Florus), також відомий як Публій Анній Флор (лат. Publius Annius Florus) (бл. 70 — бл. 140) — римський історик, автор «Епітом Тита Лівія» у двох книгах — короткої історії Римської імперії. Флору приписуються також коротку поему про Адріана, листи і введення в діалог про те, чи був Вергілій оратором чи поетом.
За граматиком Вергілієм, Флор народився в Африці і приїхав до Риму в правління Доміціана. Під час поетичного змагання на Капітолійських іграх Флор, незважаючи на підтримку публіки, не отримав призу, після чого став мандрівним софістом і відвідав Сицилію, Крит, Кіклади, Родос і Єгипет. Не знайшовши собі місця в Римі, Флор оселився в іспанському Тарраконі, де заснував школу і навчав літературі. При Траяні Флор повернувся до Риму, де вже всі були знайомі з його поезією.
Коли римська експансія тимчасово призвела до пату, Флор визначив цей час у «Епітомах» як «inertia caesarum» — «бездіяльність цезарів». «Епітоми» як зручний компендіум об'ємної роботи Лівія стали дуже популярні в пізній античності і в середньовіччі.

## Переклади
У 1704 у твір Юлія Флора було переведено з польської на російську під назвою «О начатии и действованиях народу римскаго», але не опубліковано.
- Луція Аннея Флора чотири книги римської історії від часів царя Ромула до цісаря Августа. / Пер. Л. Прохорова. М. 1792. 155 стор
- А. І. Немирівський, М. Ф. Дашкова. Луцій Анней Флор — історик стародавнього Риму. Воронеж, 1977. 168 стр. 3000 екз. (З перекладом твори Флора під назвою «Епітоми римської історії про всі війнах за сімсот років»)
  - Перєїзд.: Малі римські історики. М.: Ладомир. 1996.

У серії «Loeb Classical Library» «Римська історія» видана під № 231.
У серії «Collection Budé»:Florus. Oeuvres.
- Tome I: Tableau de l'Histoire du peuple romain, de Romulus à Auguste. Livre I. Texte établi et traduit par P. Jal. CLXXI, 260 p.
- Tome II: Livre II. Virgile orateur ou poète? Poèmes et Lettres (fragments). Texte établi et traduit par P. Jal. 156 p.